# ۱٬۲-دی‌کلروبنزن
۱،۲-دی‌کلروبنزن (به انگلیسی: 1,2-Dichlorobenzene) با فرمول شیمیایی C۶H۴Cl۲ یک ترکیب شیمیایی است. که جرم مولی آن ۱۴۷٫۰۱ g/mol می‌باشد. 